# The Rains of Ranchipur
The Rains of Ranchipur is een Amerikaanse film van Jean Negulesco die werd uitgebracht in 1955.
Het scenario is gebaseerd op de roman The Rains Came (1937) van Louis Bromfield. 

## Verhaal
Het fictieve vorstendom Ranchipur in India in de jaren dertig van de 20e eeuw. De Engelse lady Edwina Esketh is gehuwd met de tien jaar oudere Lord Albert Esketh voor zijn fortuin. Hij is een wat onbehouwen nouveau riche die veel geld heeft verdiend met zijn handelsactiviteiten. Edwina is een verwende aantrekkelijke en vurige vrouw die haar echtgenoot bedriegt met andere mannen. Ze stapelt de amoureuze avonturen op. Het voornemen van haar man om, eenmaal terug in Engeland, te scheiden, lacht ze weg.
Op een dag komt het koppel aan op het paleis van de Maharadja en zijn vrouw de maharani. Lord Esketh wil bij hen volbloeden kopen. Tijdens een copieus diner dat hen wordt aangeboden ziet Edwina Thomas Ransome terug, een man die haar minnaar was in Engeland. Thomas was ooit een bekwaam ingenieur maar hij is een cynische dronkaard geworden. Een van de andere genodigden is Rama Safti, een jonge hindoe chirurg die door de maharani werd opgevangen en opgevoed na de dood van zijn ouders. De knappe en fatsoenlijke Safti wijdt zich met hart en ziel aan zijn taak. Edwina denkt al een volgende amoureuze verovering.

## Rolverdeling
| Acteur             | Personage          |
| ------------------ | ------------------ |
| Lana Turner        | Lady Edwina Esketh |
| Richard Burton     | dokter Rama Safti  |
| Fred MacMurray     | Thomas Ransome     |
| Joan Caulfield     | Fern Simon         |
| Michael Rennie     | Lord Albert Esketh |
| Eugenie Leontovich | de maharani        |
| Gladys Hurlbut     | mevrouw Simon      |
| Madge Kennedy      | mevrouw Smiley     |
| Carlo Rizzo        | meneer Adoani      |
| Beatrice Kraft     | Oosterse danseres  |
| Argentina Brunetti | mevrouw Adoani     |